# シュリ (マーベル・コミック)
シュリ（Shuri）はマーベル・コミックス社のコミックブックに登場する架空のスーパーヒロインである。ライターのレジナルド・ハドリンと作画家ジョン・ロミータ・Jrによって創作され、モダン・エイジ期の『ブラックパンサー』第4シリーズ第2号（2005年5月）で初登場した。アフリカにある架空の王国ワカンダの王女で、父はティチャカ。異母兄であるワカンダ王ティチャラはブラックパンサーとしても知られる。これは試練を経てワカンダ君主の地位に就いたものに与えられる称号である。
ティチャラが戦闘で重傷を負い、治療のため王国を離れていた間、シュリは試練を受けて自らの資格を証明し、ブラックパンサーとワカンダ君主の役割に就いた。ブラックパンサーとなったことで、古代からワカンダに伝わる儀式によって一連の能力を与えられた。またシュリは熟練の武術家であり、ワカンダが保有する先端技術や富を自由に使えるほか、後天的に身につけた変身能力を使いこなす。
コミック作品のほか、テレビやビデオゲームの関連作品、実写映画にも登場する。

## 刊行履歴
ライターのレジナルド・ハドリンと作画家ジョン・ロミータ・Jrによって創作され、『ブラックパンサー』第4シリーズ第2号（2005年5月）で初登場した。初めはワカンダの王女として兄ティチャラをサポートする役回りだったが、ブラックパンサーの称号とワカンダの君主の座を受け継ぐべく訓練を受け、ついに実際にその役に就いた。

## 作中の経歴

### 生い立ち
ワカンダ王ティチャカの末子で唯一の娘である王女シュリは、幼い時からブラックパンサーの地位に就きたいと熱望していた。あるとき、当時のブラックパンサーであった叔父のスヤンにその地位を賭けて挑戦しようとするが、異母兄のティチャラに先を越されてしまう。スーパーヴィランのクロウが傭兵部隊を率いてワカンダを襲撃する事件が起きると、シュリは傭兵の一人ブラックナイトの佩剣エボニー・ブレードを拾い、ラジオアクティブマンと名乗るロシア人ヴィランを切り捨てる。ティチャラはシュリが初めて敵を殺したことに動揺し、いつかワカンダ王位を受け継ぐことがあっても自分の身を守れるように、徒手格闘術を教えることを約束する。
ティチャラが妻オロロ女王とともにワカンダを離れてファンタスティック・フォーに加入していた時期に、エリック・キルモンガーがアメリカの戦艦隊を引き連れてワカンダに来襲する。王の不在にあってシュリと参謀は一計を立て、敵艦を無力化するため夜陰に乗じて潜入する。しかしシュリはキルモンガーの部下に捕らえられ、拘禁される。シュリは決闘を要求するが、キルモンガーは相手にせず、部下を差し向けて戦わせる。シュリは苦も無く彼らを倒し、救いに現れたティチャラの参謀ズリとともに脱出する。
ティチャラとオロロがファンタスティック・フォーを脱退して帰国すると、異星種族スクラル人が地球侵略計画「シークレット・インベージョン」の一環としてワカンダに侵攻してきた。シュリと叔父スヤンはワカンダ軍の大半を率いてスクラル侵略軍を急襲し、一方でティチャラとオロロはスクラル上層部との戦いに赴く。

### 「ダークレイン」～「ドゥームウォー」 (2009 - 2010)
アトランティスの王ネイモアはドクター・ドゥーム率いるスーパーヴィランの秘密結社カバルにティチャラを勧誘する。ティチャラは断るが、カバルメンバーの多くから攻撃を受けて昏睡状態に陥る。オロロ女王から後継者に指名されたシュリは様々な試練を乗り越え、ワカンダに伝わるハート形のハーブを手に入れる。このハーブは服用者にブラックパンサーの能力を与えるはずであったが、ワカンダの豹神は兄に対する長年の妬みや豹神の面前での傲慢な振る舞いを理由にシュリを認めず、能力を授けなかった。強大なパワーを持つヴィランのモーランによってワカンダが壊滅の危機を迎えると、シュリは委細構わず豹の装束をまとってブラックパンサーを名乗り、かろうじてワカンダを救うとともに兄を昏睡から覚まさせた。この無我の献身によってシュリは名実ともにブラックパンサーとなり、その地位にともなう能力を豹神から授けられた。
ブラックパンサーとしての能力を失ったティチャラは、ドクター・ドゥームがワカンダ人の官吏や参謀にナナイト（ナノマシン）を植え付けていたことを発見すると、ドゥームを阻止する方法を探すためシュリを君主代理として王宮を去る。シュリはネイモアが兄の負傷にどの程度関わっていたか突き止めようとして、ネイモアを追跡して交戦する。ティチャラとシュリの行動により、ナナイトに感染したワカンダ人が自らをデストゥリと呼び、革命によって権力を奪取しようと企んでいることが明らかになる。
デストゥリは成功裏にワカンダ現政権を転覆させる。ワカンダ特産の鉱石で唯一無二の性質を持つヴィブラニウムの供給はドクター・ドゥームの手に落ちることになった。ワカンダ人でドゥームの支配を免れたのは、鋭敏な感覚によってナナイトの感染を避けられるシュリと能力を取り戻したティチャラの二人だけだった。兄妹はX-MENのコロッサス、ナイトクローラー、ウルヴァリンらの協力を得てワカンダ奪還を試みる。それには成功したものの、ドゥームはヴィブラニウムの大半を奪い去っていった。シュリは世界中を飛び回り、ドゥームの犯罪ネットワークを潰してヴィブラニウムを取り戻そうとする。ドゥームはヴィブラニウムの魔術的性質を利用して世界中の精錬ヴィブラニウムを意のままに操り始め、シュリと仲間たちはドゥームを阻止しようと戦う。ティチャラがドゥームの魔術を逆用し、世界の精錬ヴィブラニウムをすべて不活性化させたことでドゥームの野望はくじかれた。

### Klaws of the Panther(2010 - 2011)
ワカンダはヴィブラニウムの喪失によって経済的苦境に陥る。シュリはサヴェッジ・ランドに飛んでカイ・ザーと面会し、その地に眠っていたヴィブラニウム鉱石を譲り受ける。しかし、ヴィブラニウムを狙うクロウがそこを襲撃する。目論見を阻まれたクロウは音波兵器によって火山を噴火させ、ヴィブラニウム埋蔵地を地中に埋めて採掘不能にする。シュリは残りのヴィブラニウムが備蓄されているマドリプールとニューヨークに向かうが、すでにクロウの命を受けたA.I.M.の部隊に回収された後だった。シュリとクロウは激突する。クロウは地球を奴隷化するため、ヴィブラニウムを使ってM.U.S.I.C.という怪物を作り上げ、A.I.M.の宇宙基地に配置しようとしていた。ウルヴァリン、スパイダーマン、ブラックウィドウらの助力により、シュリはクロウの計画を打ち砕くことに成功する。

### 「アベンジャーズ vs X-MEN」～「タイム・ランズ・アウト」(2013 - 2014)
「アベンジャーズ vs X-MEN」事件の最中、ネイモアはワカンダを攻撃して大きな被害を与えた。シュリはこれを受けて、兄の反対を押し切ってアトランティスに宣戦布告する。ワカンダ軍はアトランティスをほぼ壊滅させ、わずかな生存者しか残さなかった。さらにシュリはティチャラをワカンダの首都ゴールデン・シティから追放する。ネイモアは講和の申し出に耳を貸さなかったシュリに報復を誓う。ネイモアはサノスの部下に対し、彼らが探し求めるサノスの息子がワカンダにいると告げ、シュリとワカンダ人への復讐となることを期待する。
「インフィニティ」のストーリーラインでは、シュリはメタヒューマン（超人類）の学校である Wakandan School for Alternative Studies の学長に就いている。
「タイム・ランズ・アウト」においてワカンダはヴィランの結社カバルの攻撃を受ける。シュリはティチャラを逃がすため、捨て身でサノスの部下プロクシマ・ミッドナイトを足止めする。ここでシュリが命を落としたことは、後に歴代のブラックパンサーの霊体の中にシュリの姿が見られたことで明らかにされた。

### 「オールニュー・オールディファレント・マーベル」(2015 - )
ティチャラはシュリの遺体を保存して蘇生を試みる。シュリの霊魂は地上を離れ、ワカンダに関するあらゆる記憶を集めた霊的な次元であるジャリア (Djalia) に昇っていた。そこでシュリは、母ラモンダの姿を借りたグリオ（語り部）の霊の導きを受けて修練に励む。やがてグリオの霊はその土地がワカンダと呼ばれていなかったころの記憶をも明かし始める。ティチャラはミュータントのマニフォルドから現実歪曲能力の提供を受け、自らの科学技術と組み合わせてシュリの霊魂を物質次元に呼び戻すことに成功する。復活したシュリにはグリオの霊と似たパワーが宿っていた。シュリは死亡していた間の出来事を聞かされる。王の親衛隊ドーラ・ミラージュは独立行動を取り始め、またシャーマンのテトゥと隣国ニガンダのゼンジの指揮により叛乱が起きたという。シュリはドーラ・ミラージュのもとに赴き、ゴールデン・シティへと進軍する叛乱軍を止めるためティチャラと手を結ぶよう説き伏せる。シュリ、ティチャラ、マニフォルド、ドーラ・ミラージュ、ワカンダ国軍は一体となって、テトゥを破るが、ゼンジは逃亡した。叛乱の終結後、シュリはティチャラが設立したワカンダ評議会の一員となった。

## スーパーパワーと技能
シュリはブラックパンサーとなる試練を受ける前から武術家として厳しい修練を積んでいた。試練を受けた後は、歴代のブラックパンサーと同じくハート形のハーブを摂取することでスピード、敏捷性、筋力、耐久力、五感が強化された。着用するコスチュームはヴィブラニウム製である。
ジャリア次元においてグリオの霊の下で修行したことにより、自分の体を弾力のある岩石状に変化させる超常能力を身につけた。これにより耐久力が大幅に上昇し、通常の銃弾や強力なエネルギー兵器から何の傷も受けないようになった。さらに、自身および自身が触れた人間を、黒い鳥の群れや一羽の巨大な黒い鳥に変化させる動物変化 (Animorphism) 能力を身につけた。

## 異なるバージョンのシュリ
「マーベル・マンガバース」にはティチャラの妹としてティチャナというキャラクターが登場する。ティチャナはワカンダ国民を裏切り、ドクター・ドゥームに師事して後に後継者となる。

## MCU版
マーベル・シネマティック・ユニバース（MCU）では、レティーシャ・ライトが演じる。本シリーズでのシュリは、主に天才科学者・発明家として登場する。日本語吹替は百田夏菜子が担当。
本項は、“アース616”（正史の宇宙）におけるシュリを主軸に表記する。

### キャラクター像
ティ・チャラ/ブラックパンサーの妹で“ワカンダ”の王女。16歳にしてワカンダの世界最先端の技術開発チーム“ワカンダ・デザイン・グループ”を率いる天才科学者・発明家でもある。
兄を揶揄ったり、発明品を試させて楽しむなどのひょうきんな一面や、儀式と言った古い慣習に飽き飽きし、海外に出られない分、外の世界に興味を持ち、他国の衣服を着用していることも多い文字通りの現代っ子だが、深い絆で結ばれたティ・チャラや母のラモンダを大切に思い、ワカンダや国の人々への愛国心も強く、ラボでの研究開発に余念がないほど仕事熱心で、兄から現場のサポートなどを頼まれると喜んで引き受けるなど、根は真面目な少女である。また、戦士でないものの、有事の際には武器を手にして、兄や皆と共に戦いの矢面に立つくらいに高い行動力も持つ。
“ザ・ブリップ”後の現代においては、兄と母を喪う事態に直面し、紆余曲折の末にティ・チャラの後を継いで“ブラックパンサー”となる。

### 『ホワット・イフ...?』版
シュリ（アース21818）
“アース21818”におけるシュリ。正史の彼女と同様にワカンダ王女である。
シュリ（アース32938）
声 - オジョマ・アカガ
日本語吹替 - 神戸光歩
“アース32938”におけるシュリ。ワカンダ王女であり、まだ若干幼いながらも自らの才能を自負する度胸や、ワカンダに接触してきたエリック・キルモンガー（ウンジャダカ）を訝しんで単身でもペッパー・ポッツの下に赴いて協力を仰ぐほどの行動力を見せる。

### 能力
非常に優秀な頭脳を有しており、科学者・発明家として工学、物理学、化学、プログラミング、設計まで、多数の技能に長けており、“ブラックパンサー・スーツ”や様々なツールを創り出す。
後にエリック・キルモンガー（ウンジャダカ）によって焼却されたハーブの復元に成功し、それを飲用したことで、超人的な筋力や俊敏さなどの身体能力と、研ぎ澄まされた認知能力など、ブラックパンサーとしての力を自らのものにし、まだ未熟な部分もあるものの、“タロカン”の戦士らや、ネイモアと互角以上に渡り合うほどの格闘戦能力も披露するようになる。

### ツール
ヴィブラニウム・ガントレット（Vibranium Gauntlet）
豹の頭部を模した一対のガントレット。その表面は“ヴィブラニウム”を漆塗りで仕上げられており、口部を模した先端からソニックブラストと、浴びせた相手に脳震盪を起こさせる超音波を発する。シュリに開発され、彼女のラボの“サンドテーブル”に“リング・ブレード”やナキアの防護服と共に収納されていたが、ウンジャダカに対抗するためにシュリが両手に装備する。
後の2度におけるサノスの群勢との戦いでも、シュリが使用する。
アース32938におけるシュリも装備する。
ブラックパンサー・スーツ（Panther Habits）
ワカンダの王位を持つ者へ、国王の座と“ブラックパンサー”の称号と共に継承される、黒豹をモチーフにデザインされた戦闘用スーツ。
このほかにもシュリは、ワカンダの内乱時に“ソニック・スピア”も手にして戦地に立っている。

### 各作品での活躍
『ブラックパンサー』
物語前半で、ワカンダに帰国したティ・チャラたちを迎えるシーンで初登場する。
このシーンや、最初の儀式では母から注意されることがあるほど兄を頻繁に揶揄うも、ラモンダと軽快に前座の踊りを披露したり、儀式に挑戦してきたエムバクと戦うティ・チャラを心から応援し、彼の新国王就任も祝福した。ユリシーズ・クロウとの戦いでは、釜山に赴く直前の兄に新型のスーツなどのツールを提供し、クロウの追跡でも自身のラボから自動車を遠隔操縦し、負傷してワカンダに連れられてきたエヴェレット・ロスを治療するなど、さまざまな場面でティ・チャラを支えていった。
従兄弟のウンジャダカ/キルモンガーが一時ワカンダの王位を奪ったことにより発生した内乱では、戦いを止めるためにナキアやオコエたちに加勢し、ウンジャダカや“ボーダー族”に追い詰められるも、兄や“ジャバリ族”に救われた。
事後はオークランドにある生前のウンジョブとウンジャダカの父子が住んでいたマンションを訪ねて、ティ・チャラから構想中のワカンダ初の国際支援センターの医療部門責任者に推挙され、ワカンダのとある村では、現地で静養していたバッキー・バーンズ/ウィンター・ソルジャーに声をかけ、彼から感謝の言葉を受けると、2人で村を後にする。
『アベンジャーズ/インフィニティ・ウォー』
本作では兄の指示で、自らの腕を振るい、ヴィジョンの生体分析と2兆以上のプロテクトにかけられた“マインド・ストーン”を解析する作業を難なくこなし、その用意周到さから作業に協力したブルース・バナー/ハルクに敬意を示した。
そしてワカンダの草原でヒーローたちとサノスの群勢が大乱闘を展開する傍らで、ヴィジョンからストーンの摘出手術を実行するが、その途中に侵入してきたコーヴァス・グレイヴに対して自ら防戦するもあしらわれてしまった。
『アベンジャーズ/エンドゲーム』
前作の作中ではコーヴァス戦以後の動向は明かされなかったが、本作のキャラクターポスターでは死亡・消滅した人物に割り当てられており、ティ・チャラたちと同様に消滅していた設定が明かされた。
“デシメーション”から5年後に“アベンジャーズ”の尽力により復活し、クライマックスにおける2014年からタイムトラベルしてきたサノスの群勢との決戦の際に、ワカンダと繋がったゲートウェイからティ・チャラやオコエ、ワカンダ軍と共に戦地となった“アベンジャーズ・コンパウンド”跡地に登場。大乱闘の中、“6つのインフィニティ・ストーン”を収めた“ナノ・ガントレット”を“量子トンネル”へ運ばせるために多くの女性ヒーローたちとも共闘し、ペッパー・ポッツ/レスキューやホープ・ヴァン・ダイン/ワスプとは、サノスを吹き飛ばす連携攻撃も披露した。
トニー・スターク/アイアンマンによってサノスの群勢が消滅し、戦いが終わると、ティ・チャラやラモンダと3人でワカンダの“ゴールデン・シティ”の夜景を眺め、後日、ティ・チャラやオコエと共にトニーの葬儀に参列する。
『ホワット・イフ...?』
第2話
アース21828におけるシュリが物語の終盤に登場。宇宙の義賊に成長してラヴェジャーズと共にワカンダに帰還した兄のティ・チャラ/スター・ロードを温かく歓迎し、彼らと会食する。
第6話
アース32938におけるシュリが登場。
第9話
アース32938におけるシュリが物語の冒頭に再登場。本性を現して宮殿に火を放ったウンジャダカをアメリカに引き渡さずワカンダで裁くと述懐してペッパーたちと向かったが、ウンジャダカの姿が消えていた宮殿に絶句する。
『ブラックパンサー/ワカンダ・フォーエバー』
本作では主役として登場。兄を失ってから1年後、ネイモア率いるタロカンとの戦いと、ブラックパンサーとなるまでの物語が描かれる。

## その他のメディア

### テレビ
- アニメシリーズ『ブラックパンサー』に登場する。ケリー・ワシントンが声を演じる。
- 『アベンジャーズ・アッセンブル』第4シリーズ The Eye of Agamotto のエピソードに登場し、キンバリー・ブルックスが声を当てた[22]。

### ビデオゲーム
- MMORPG Marvel Heroes では、ブラックパンサーのコスチュームの一つとしてシュリを選択することができる。
- Lego Marvel's Avengers 『LEGO マーベル アベンジャーズ』のブラックパンサーDLCパックでは、メインのプレイアブルキャラクターの中にシュリが含まれている[23]。
- Lego Marvel Super Heroes 2 『LEGO マーベル スーパー・ヒーローズ２ ザ・ゲーム』でもプレイアブルキャラクターとして登場し、Susie Wokoma が声を演じる[24]。
- Marvel: Future Fight 『Marvel Future Fight』: プレイアブルキャラクターである[25]。